# Villa Swiderski

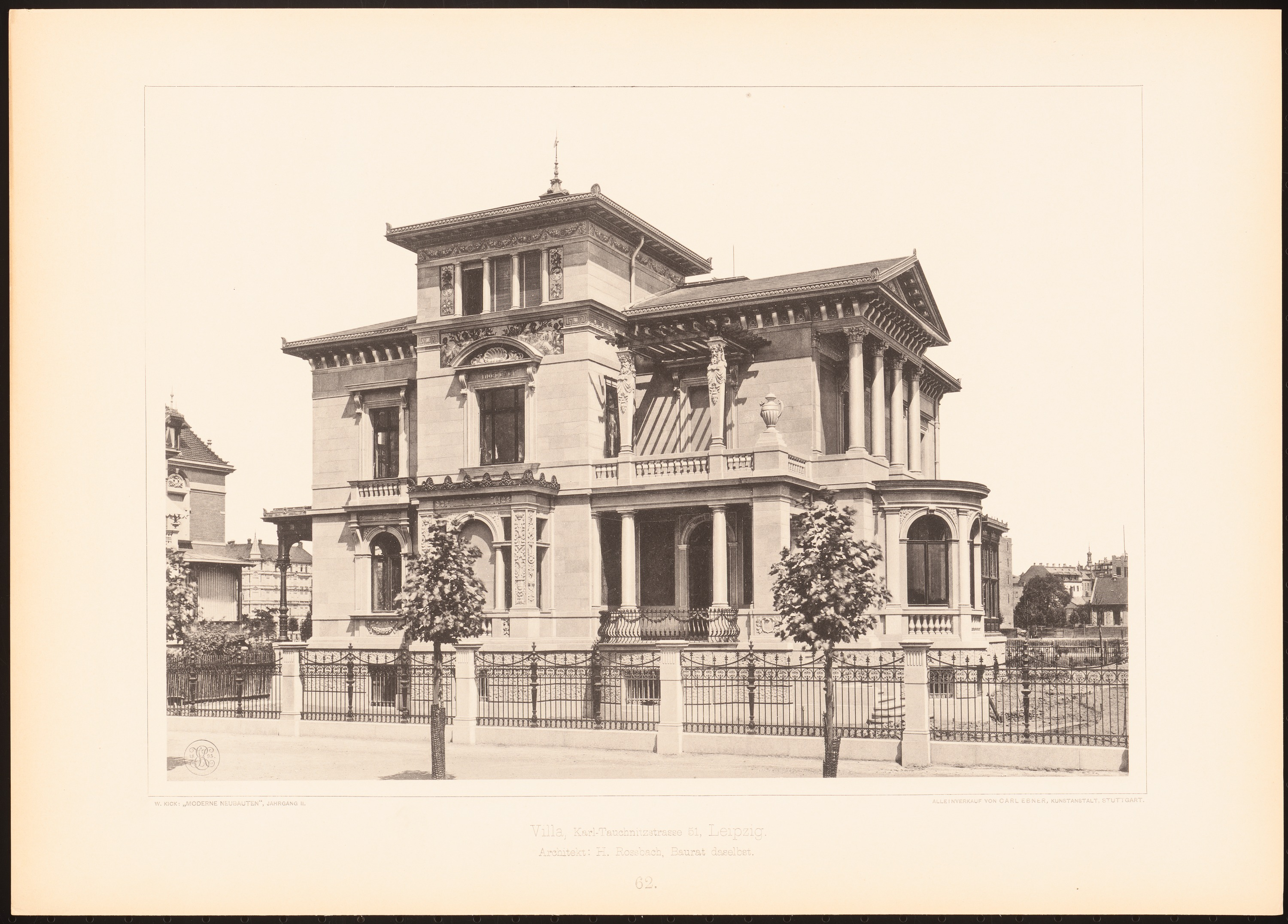
Villa Swiderski (1898)

Die Villa Swiderski, später Villa Reclam genannt, war eine großbürgerliche Villa in Leipzig und Bestandteil des Villenrings entlang der Karl-Tauchnitz-Straße im Musikviertel. Das Haus wurde im Zweiten Weltkrieg beim Luftangriff am 4. Dezember 1943 schwer beschädigt und die Ruine 1947 gesprengt. Überreste der Ruine fanden als Baumaterial Verwendung am Bau des Verlagshauses Philipp Reclam im Graphischen Viertel (Inselstraße 22–24).
Die Villa wurde 1894 nach Entwurf des Leipziger Architekten Arwed Roßbach (1844–1902) für den Maschinenbau-Unternehmer Philipp Swiderski (1836–1906) erbaut. Dessen Sohn, der deutsche Schachmeister Rudolf Swiderski (1878–1909), wohnte auch eine Zeitlang hier. Das Haus hatte ursprünglich die Adresse Carl-Tauchnitz-Straße 51. 1901 wurde die Schreibweise des Straßennamens offiziell in Karl-Tauchnitz-Straße geändert, vermutlich gleichzeitig wurden die Grundstücke umnummeriert, das Gebäude trug später die Hausnummer 35. Ab 1909 wohnte in diesem Haus der Verlagsbuchhändler und Druckereibesitzer Hans Heinrich Reclam (1840–1920). Als Eigentümer und offenbar auch als Bewohner der Villa ist Reclam bereits 1900 nachweisbar.